# William Hogenson
William Peter "Bill" Hogenson (Chicago, Illinois, 26 d'octubre de 1884 – Chicago, Illinois, 14 d'octubre de 1965) va ser un atleta estatunidenc que va córrer a principis del segle xx.
El 1904 va prendre part en els Jocs Olímpics de Saint Louis, en què va guanyar la medalla de plata en la cursa dels 60 metres i les de bronze en els 100 metres i 200 metres. En les tres curses el vencedor fou Archie Hahn, mentre que en les dues que quedà tercer el segon fou Nathaniel Cartmell.

## Millors marques
- 100 metres. 11.0", el 1904
- 220 iardes. 22.0", el 1905[1]